# Savica, Bohinj
Savica je naselje v Občini Bohinj.